# Yelverton (Norfolk)
Pour les articles homonymes, voir Yelverton.
Yelverton est une paroisse civile et un village du Norfolk, en Angleterre.